# Fin Bartels
Fin Bartels (ur. 7 lutego 1987 w Kilonii) – niemiecki piłkarz występujący na pozycji pomocnika. Zawodnik klubu Holstein Kiel.

## Kariera klubowa
Jako junior grał w klubach TSV Russee, SpVg Eidertal Molfsee oraz Holstein Kiel, do którego trafił w 2002 roku. W 2005 roku został włączony do jego pierwszej drużyny, grającej w Regionallidze Nord. W pierwszej drużynie Holstein spędził 2 lata. W tym czasie rozegrał tam 50 ligowych spotkań i zdobył 5 bramek.
W 2007 roku odszedł do Hansy Rostock z Bundesligi. Zadebiutował w niej 6 października 2007 w przegranym 0:1 meczu z VfL Wolfsburg. 1 marca 2008 w zremisowanym 1:1 pojedynku z Arminią Bielefeld strzelił pierwszego gola w Bundeslidze. W tym samym roku spadł z klubem do 2. Bundesligi. W Hansie spędził jeszcze 2 lata.
W 2010 roku podpisał kontrakt z FC St. Pauli, beniaminkiem Bundesligi. Pierwszy ligowy mecz w jego barwach rozegrał 21 sierpnia 2010 przeciwko SC Freiburg (3:1). Zdobył w nim bramkę.
W 2014 roku przeszedł do Werderu Brema.
Od 2020 roku ponownie jest piłkarzem Holstein Kiel.

## Kariera reprezentacyjna
W 2008 roku rozegrał jedno spotkanie w reprezentacji Niemiec U-21.